# Potentilla angustiloba
Potentilla angustiloba är en rosväxtart som beskrevs av Yu och C. Y. Li. Potentilla angustiloba ingår i Fingerörtssläktet som ingår i familjen rosväxter. Inga underarter finns listade i Catalogue of Life.